# Post Arosa

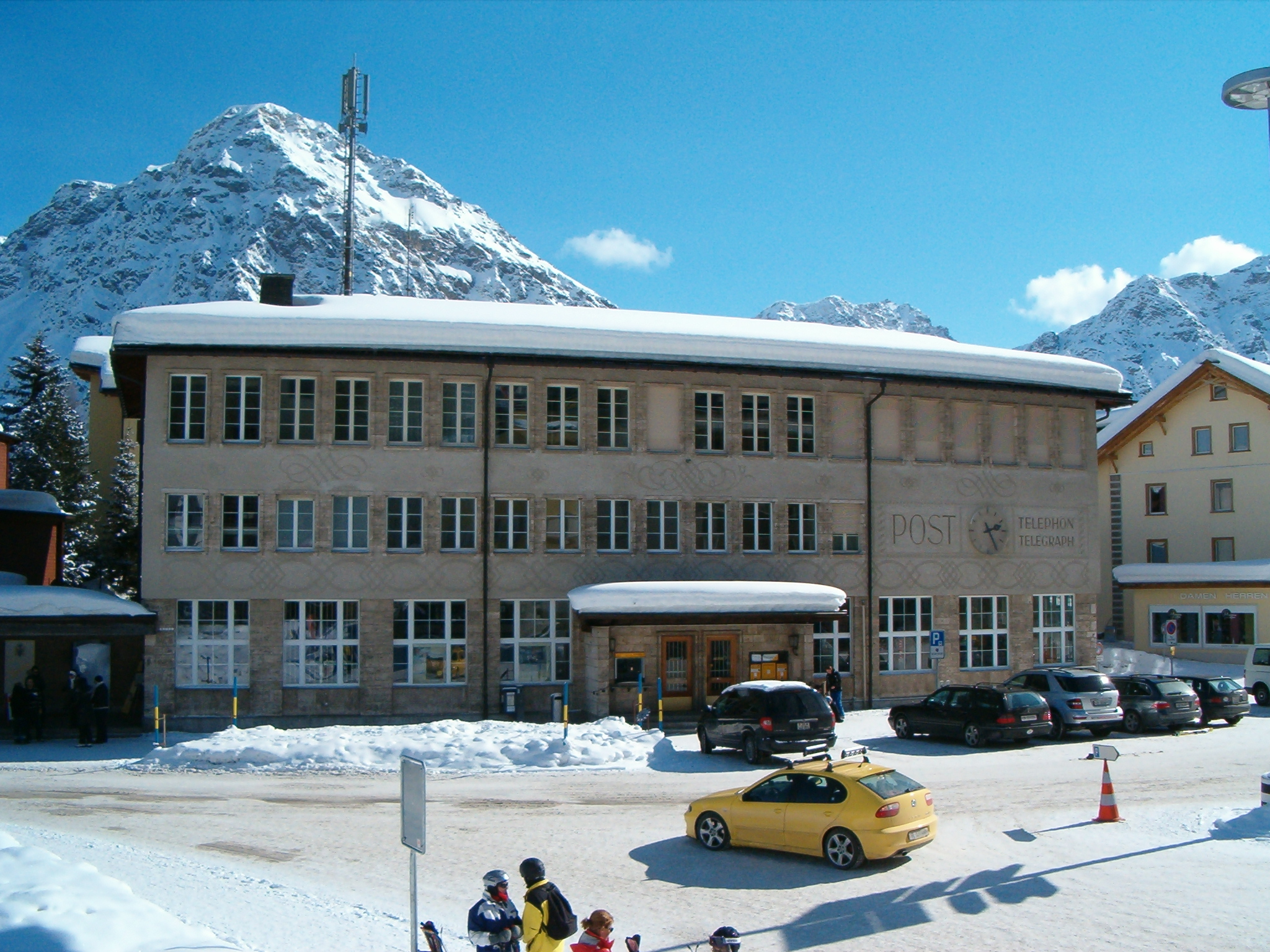
Die Post Arosa am Oberseeplatz

Das Post- und Telefongebäude im Bündner Sport- und Ferienort Arosa ist der dortige Sitz der Schweizerischen Post. Es wurde 1947/48 als neues Hauptpostgebäude vom einheimischen Architekten Georg Brunold errichtet und ist gemeinhin unter der Bezeichnung Post Arosa bekannt.

## Geschichtliches zum Postwesen in Arosa

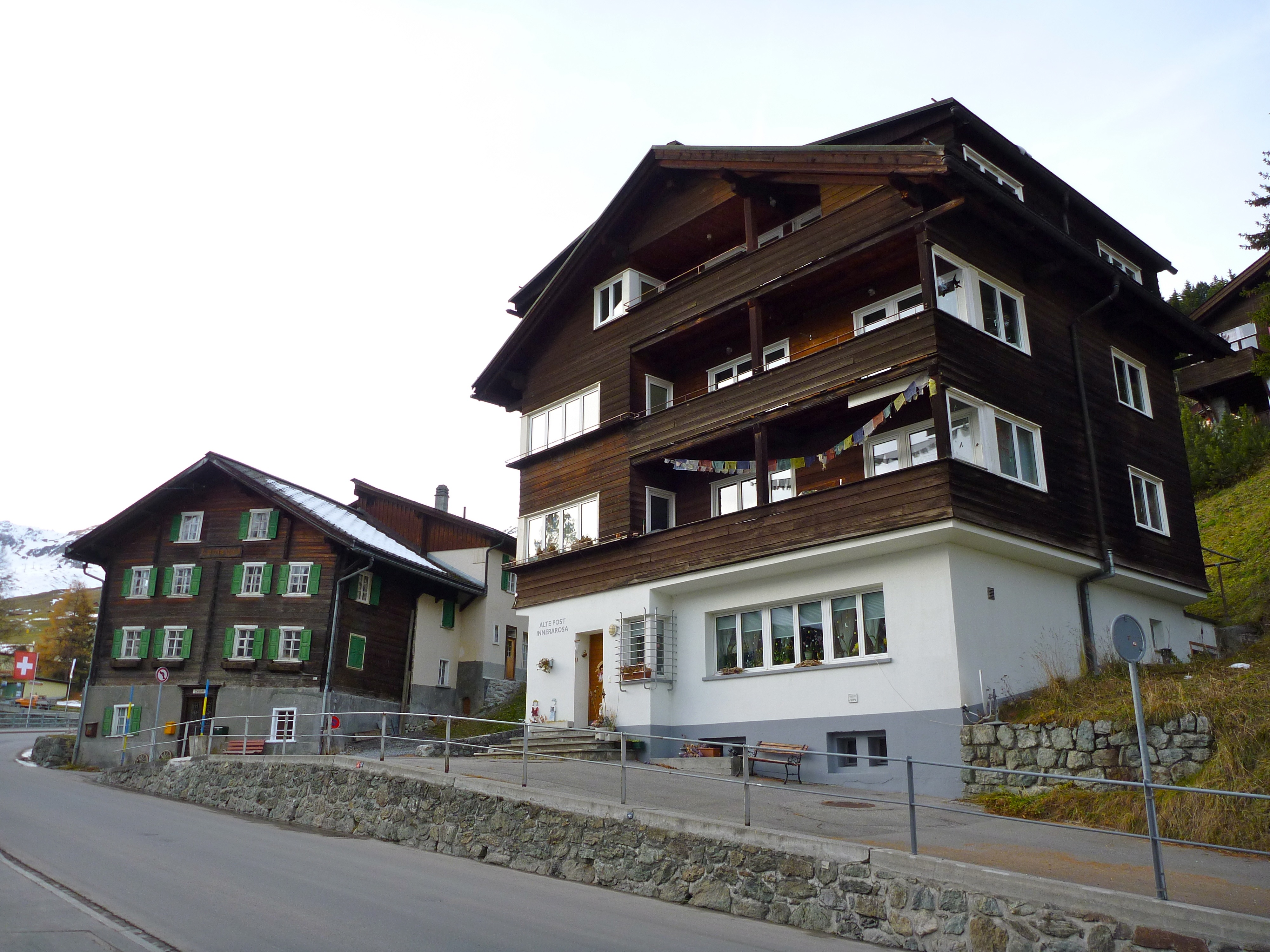
Haus Leinegga (links) und Alte Post Innerarosa von 1931

Mit der Schaffung des modernen Schweizerischen Bundesstaates 1848 wurde im Schanfigg eine dauernde Postbotenverbindung eingerichtet. Dies bedeutete für das damals noch kleine Arosa, dass zunächst der Langwieser Pfarrer jeweils sonntags die Zustellung der Post zwischen Arosa und Langwies bewerkstelligte. Später stellte die Eidgenössische Post regelmässig Fussboten – meist einheimische Schulknaben – ein, um die Postversorgung Arosas sicherzustellen. Die erste Postablagestelle befand sich im Haus Leinegga in Innerarosa.
Mit der Eröffnung der Schanfiggerstrasse bis Langwies 1875 übernahm eine Aroser Familie den täglichen Postdienst zwischen den beiden Ortschaften und richtete die Poststelle in der Seegrube beim Untersee ein. Ab 1880 finanzierte die Post den Einsatz eines Saumtieres. Mit dem Bau des Hotels Rothorn 1883 (heute: Casino Arosa) verlegte man die Postablage dorthin. 1884 und 1895 wurde Arosa an das Telegrafen- beziehungsweise das Telefonnetz angeschlossen. 1889 errichtete man im Haus Leinegga ein kleines Postbüro, und um 1896 wurde neben der Leinegga ein kleines Gebäude erstellt, das fortan bis 1931 als Postbüro Innerarosa diente.

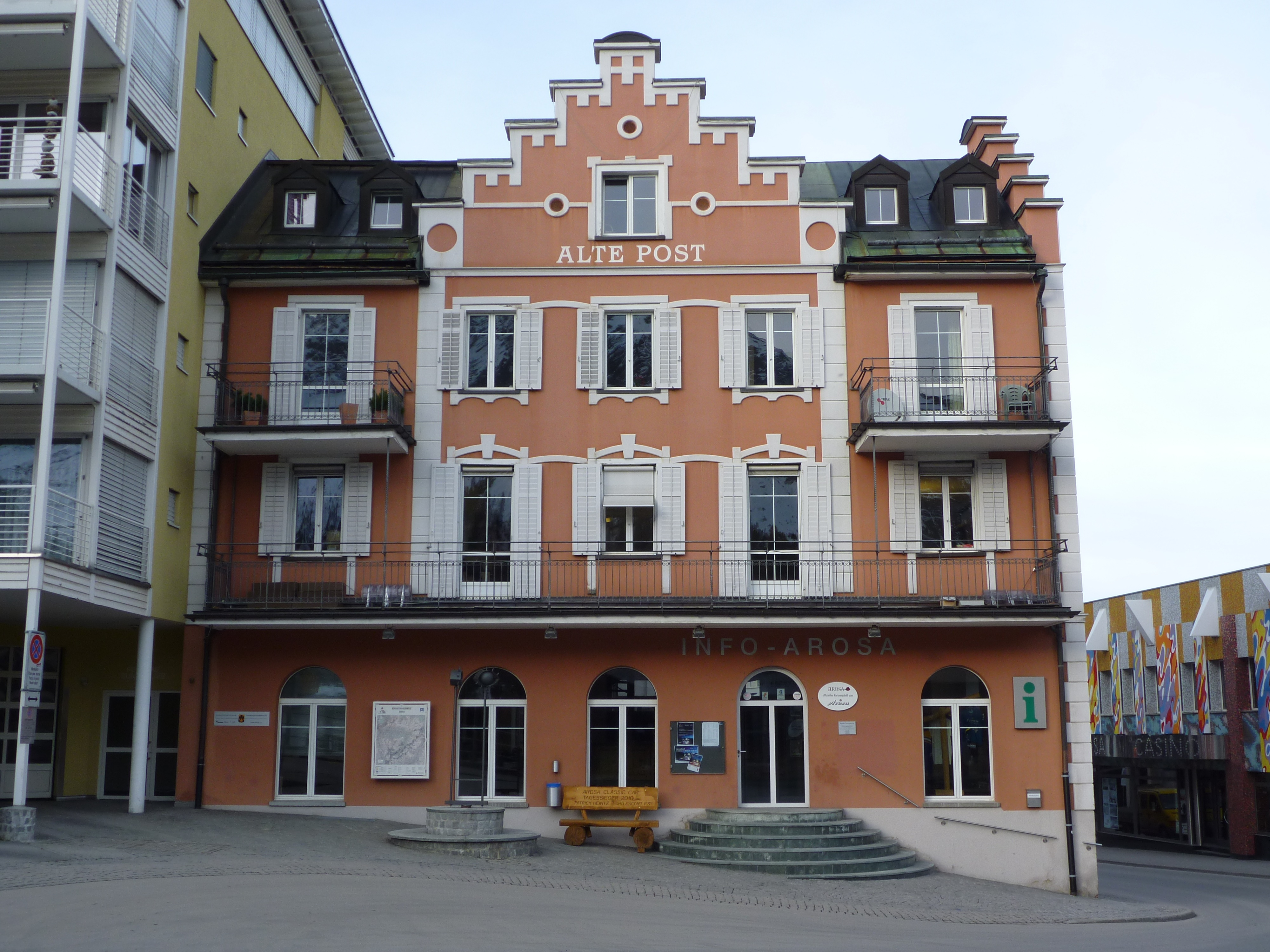
Die Alte Post von 1895 am Dorfplatz, bis 2012 Sitz von Arosa Tourismus

Nach der Verlängerung der Schanfiggerstrasse bis Arosa 1890 wurden permanente Postkurse von Chur nach Arosa eingerichtet. 1894/95 erfolgte der Bau der Alten Post am heutigen Dorfplatz, wo am 1. Juni 1896 die erste Aroser Hauptpost eingerichtet wurde. Seit jenem Tag befand sich auch die Endstation der Pferdepost Chur-Arosa dort und nicht mehr beim Haus Leinegga. Die gleichzeitig geplante Schliessung der Post Innerarosa wurde verhindert. 1914 übernahm die neueröffnete Arosabahn den Posttransport, und wiederum scheiterte die Schliessung der Post Innerarosa am Widerstand der Aroser. Zur selben Zeit ertönte der Wunsch nach einem Postbüro am Bahnhof. 1926 schlug die Kreispostdirektion eine neue Hauptpost am Obersee und eine Nebenstelle in der Nähe des Rathauses vor, letztere als Ersatz für die beiden schon bestehenden Büros. 1928 wurde das Posthotel neben dem Bahnhof errichtet; und die PTT installierte dort eine neue Poststelle, in der Hoffnung, sie könne die Gemeinde Arosa nun zu einem Verzicht auf das Büro in Innerarosa bewegen. Diese Aussenstelle blieb jedoch weiterhin erhalten und bezog 1931 das Parterre der neuerstellten Alten Post Innerarosa.
Nach dem Bau der neuen Hauptpost 1947/48 musste die Post am Dorfplatz definitiv aufgegeben werden. Gleichzeitig wurde auch der öffentliche Telefon- und Telegrafendienst, der seit Dezember 1905 in eigenen Räumlichkeiten untergebracht gewesen war, im neuen Gebäude integriert. In der Folge wurde das nunmehr „Alte Post“ genannte Gebäude vom Kurverein Arosa (später Arosa Tourismus) genutzt. Seit dessen Umzug ins Sport- und Kongresszentrum (SKZA) im Jahr 2012 wird für das Gebäude eine neue Nutzung gesucht. Ab dem Frühjahr 1997 wurde die Post Innerarosa, zu deren Erhalt Gemeinde und Kurverein Arosa seit Jahrzehnten Beiträge gezahlt hatten, im Sommer nur noch mit stark reduzierten Öffnungszeiten bedient. Nach 73 Jahren Kontroversen um ihre Beibehaltung wurde sie schliesslich am 27. April 2002 definitiv geschlossen. Seither verfügt Arosa mit seinem langgezogenen Gemeindegebiet lediglich noch über eine einzige Poststelle.

## Das Post- und Telefongebäude von 1948

### Lage

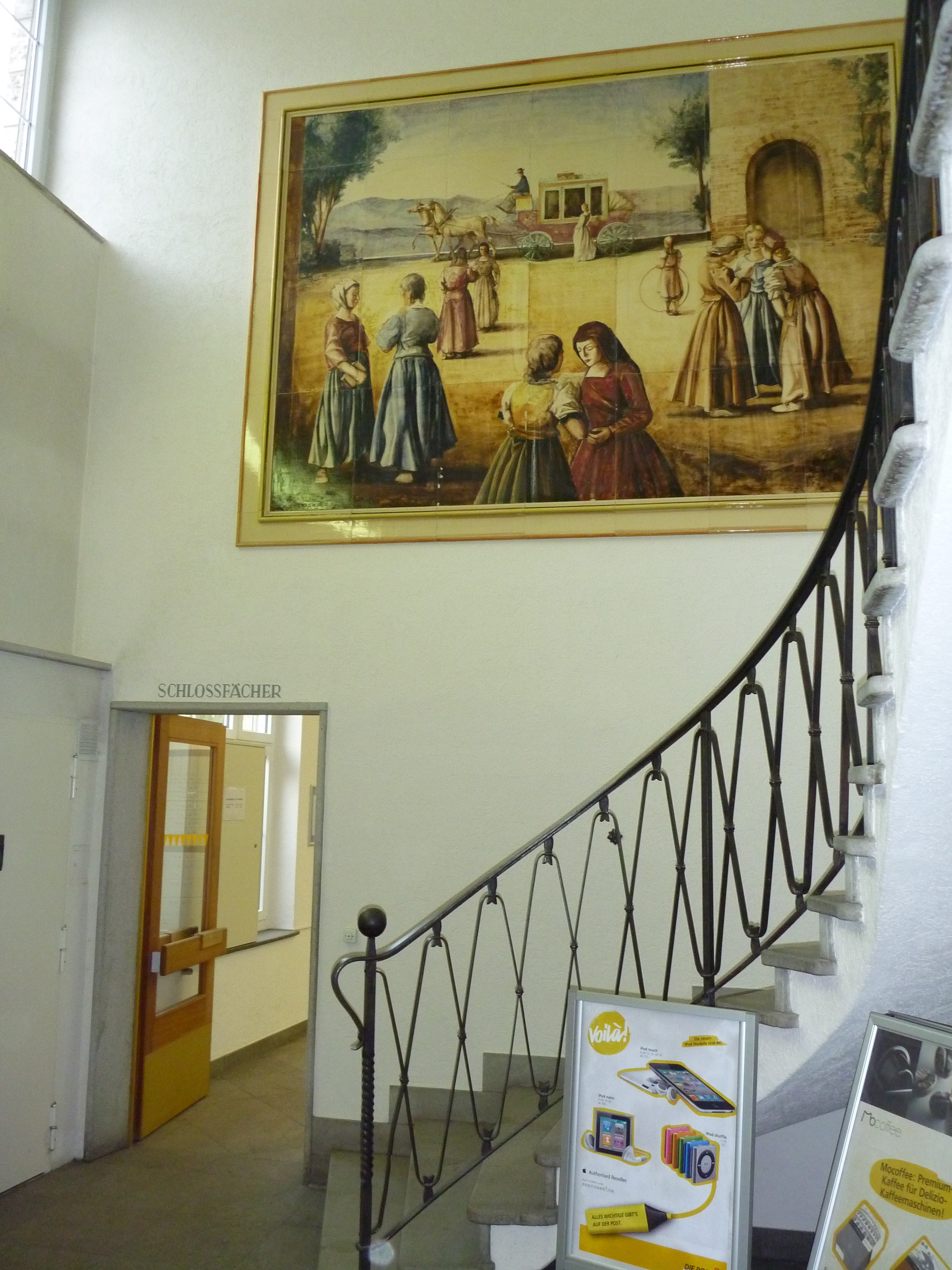
Foyer mit Bild von Ponziano Togni

Der dreigeschossige Hauptbau liegt an einer städtebaulich bedeutenden Stelle am mondän gestalteten Oberseeplatz in unmittelbarer Nachbarschaft zum Bahnhof Arosa, dem Obersee und einigen grossen Hotels und Geschäftshäusern. Die auffällige, leicht geschwungene Hauptfassade bestimmt massgebend die recht komplexe verkehrstechnische Situation vor Ort. Sie bildet den Abschluss der vom Bahnhof einmündenden Oberseepromenade und ist zugleich Verteiler der von Litzirüti herkommenden Schanfiggerstrasse (Poststrasse) Richtung Untersee beziehungsweise Innerarosa.

### Beschreibung

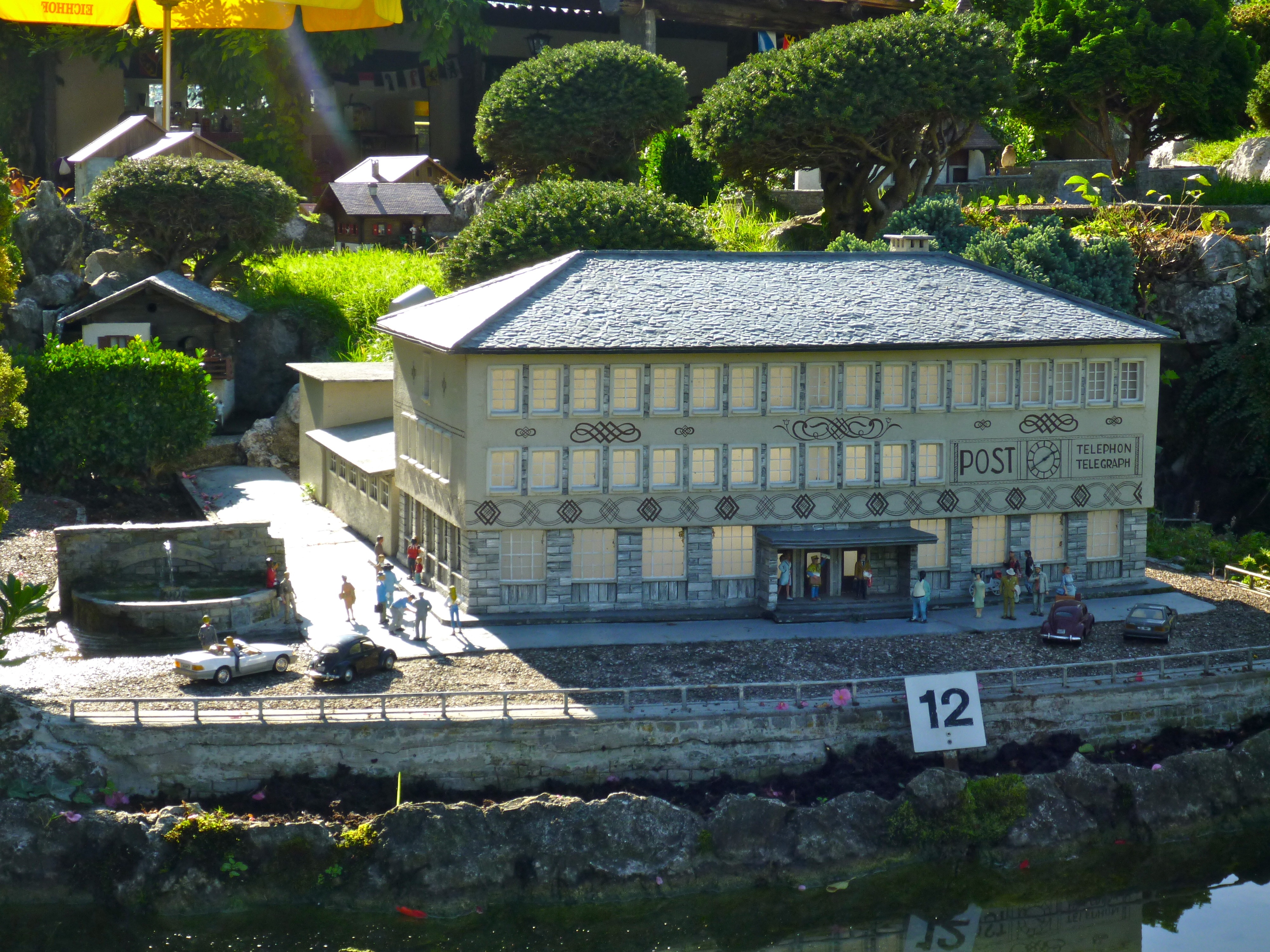
Die Post Arosa bei Swissminiatur

Über den vorgezogenen, um drei Stufen überhöhten Portikus gelangt der Besucher ins Foyer, wo sich ein 1950 von Ponziano Togni geschaffenes Wandbild befindet. Hier ist der Zugang zu den Schliessfächern auf der linken Seite, in die rechts gelegene Schalterhalle oder über eine geschwungene Treppe ins Obergeschoss, wo früher nebst einer Wohnung auch die öffentlichen Telefonkabinen sowie der Telegraf standen. Im zweiten Stock befanden sich die Telefonzentrale und eine weitere Wohnung. Die Fassade ist reich an von Ernst Thommen geschaffenen Sgraffiti. Sie wurde zudem mit einem billboard-ähnlichen, geschlossenen Feld mit zentraler Uhr und der Beschriftung "Post, Telephon, Telegraph" geschmückt. Unmittelbar hinter diesem markanten Fassadenabschnitt befanden sich die erwähnten Telefonkabinen. Auf der Rückseite des Baus wird durch einen eingeschossigen Verbindungstrakt und ein angrenzendes, zweigeschossiges Magazingebäude ein eigentlicher Posthof ausgeschieden. In den Jahren 1986 (u. a. Anbringen einer Plexiglasscheibe über der Fassadenuhr) und 1993 (neue Schalterhalle) erfolgten kleinere Umbauten, die jedoch den Gesamtcharakter des Gebäudes nicht veränderten.

### Architektonische Bedeutung
Die Baute gehört architektonisch zu den bedeutenden Vertretern der 1940er-Jahre in Graubünden. Sie steht in der Tradition einer speziellen Baukultur, die sich im Zeichen der sogenannten Geistigen Landesverteidigung im Umfeld der Landesausstellung von 1939 in Zürich etabliert hatte. Der funktionalistische und rationalistische Anspruch vermengte sich hier mit Interessen an der Region, dem Kurort Arosa und dem Dekorativen, so etwa in der Gegenüberstellung von Sgraffiti in den Obergeschossen mit dem Tuffstein des Gebäudesockels. Eine in ihrer formalen Qualität vergleichbare Fassade ist 1997 mit dem Umbau des Aroser Kursaals (Casino) durch die Gebrüder Mendini aus Mailand entstanden, die die Fassade grossflächig mit kleinsten Glasmosaiksteinchen dekorativ verkleidet haben. Bemerkenswert ist schliesslich, dass das Postgebäude Arosa als Modell im Massstab 1:25 bei Swissminiatur in Melide auszumachen ist (Ausstellungsnummer 13).

## Galerie

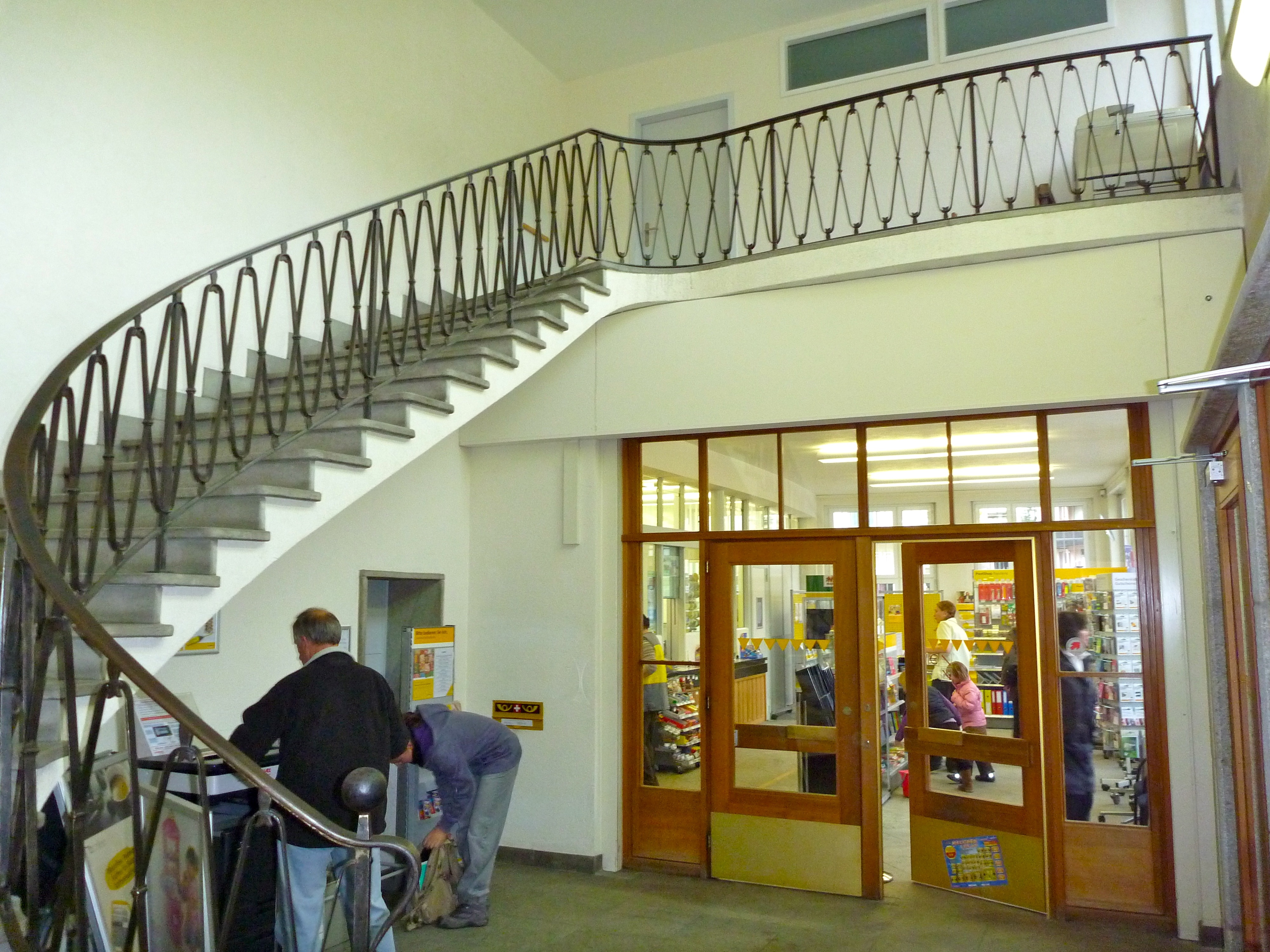
Foyer mit Treppenaufgang und Eingang Schalterhalle
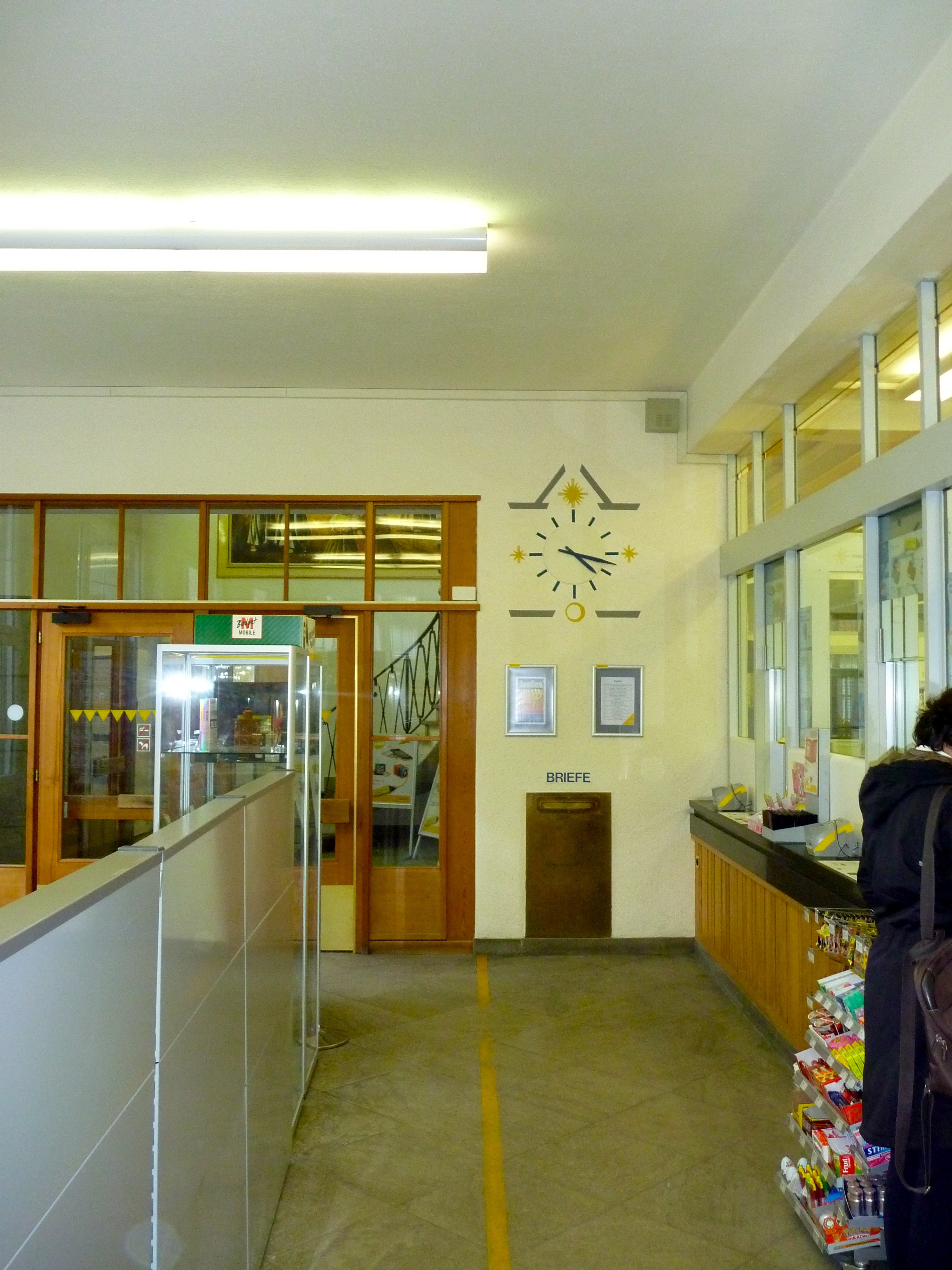
Schalterhalle
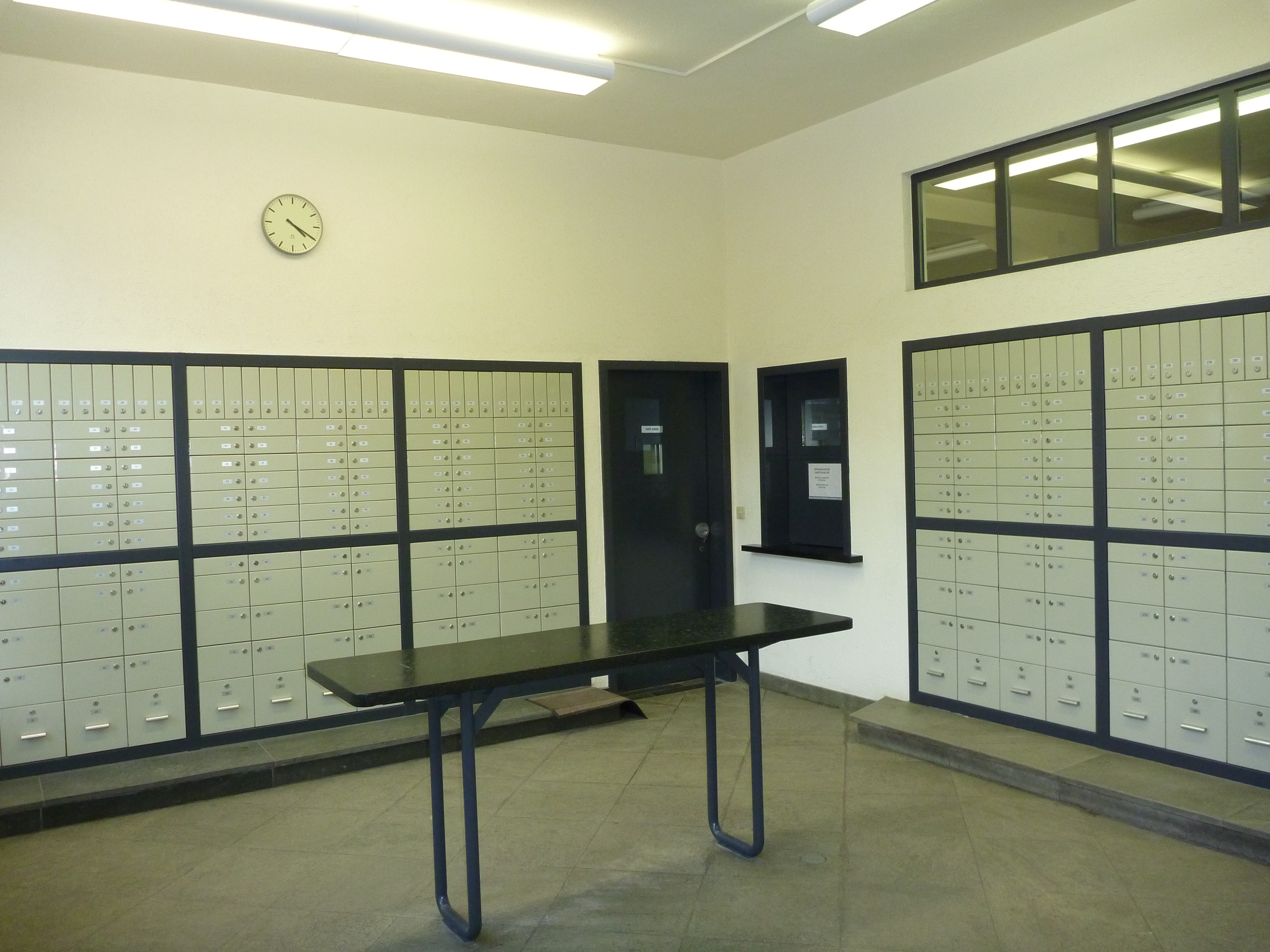
Schliessfächer-Raum
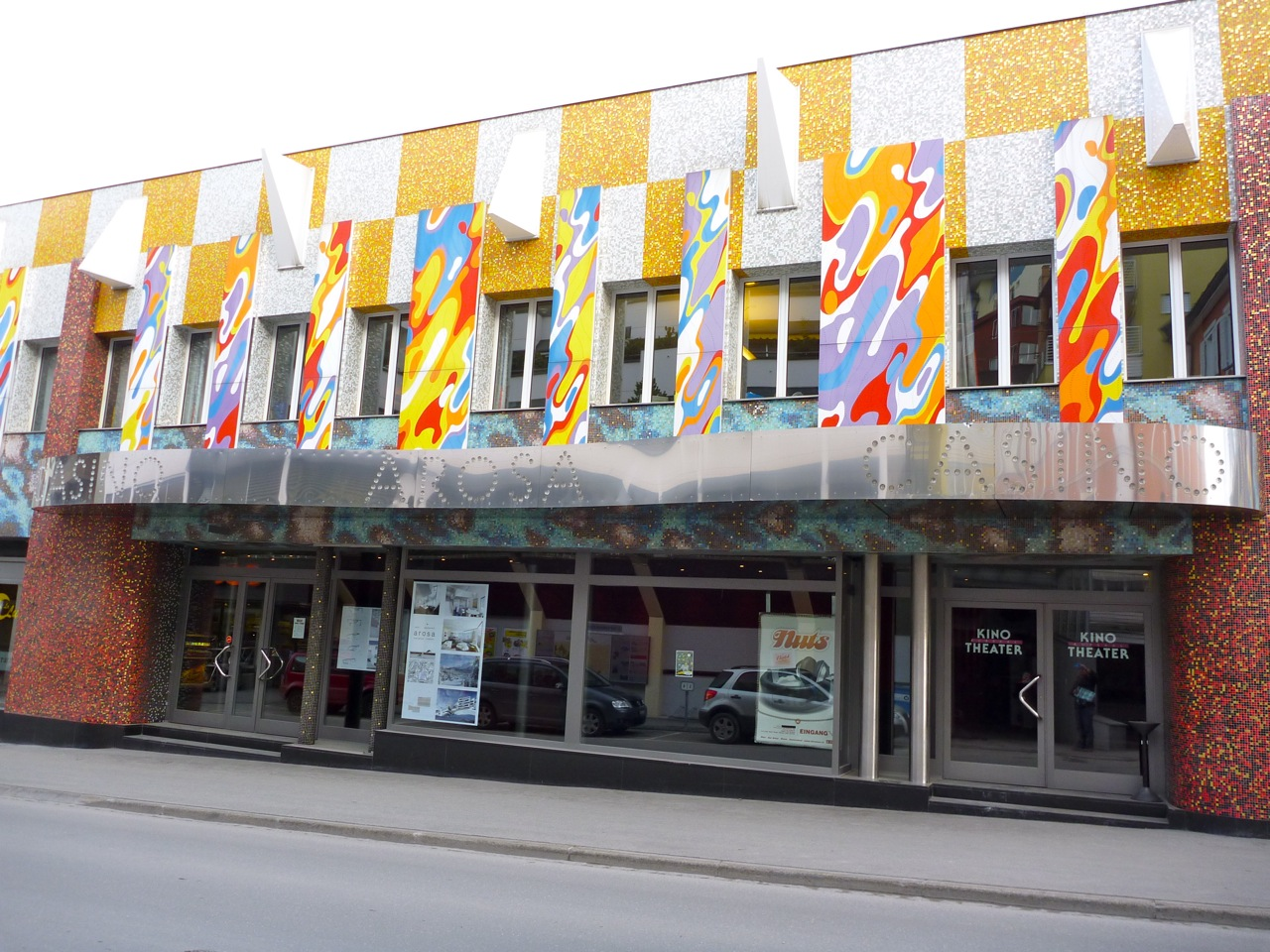
Casino Arosa mit Fassade von Alessandro Mendini